# Khāşehlar
Khāşehlar (persiska: خاصه لر, خسیل) är en ort i Iran.   Den ligger i provinsen Östazarbaijan, i den nordvästra delen av landet, 500 km nordväst om huvudstaden Teheran. Khāşehlar ligger 1 369 meter över havet och antalet invånare är 957.
Terrängen runt Khāşehlar är kuperad åt sydost, men åt nordväst är den platt. Runt Khāşehlar är det tätbefolkat, med 459 invånare per kvadratkilometer. Närmaste större samhälle är Īlkhchī, 2,7 km väster om Khāşehlar. Trakten runt Khāşehlar består i huvudsak av gräsmarker.